# Zbrodnia w Cucyłowie
Zbrodnia w Cucyłowie – zbrodnia dokonana w marcu 1943 przez nacjonalistów ukraińskich na ludności narodowości polskiej. Miejscem zbrodni był Cucyłów w gminie Przerośl w powiecie nadwórniańskim. Z rąk napastników zginęło 10 osób uprowadzonych z domów do lasu.
Według Janusza Stankiewicza wśród ofiar zbrodni w Cucyłowie było sześć osób, w tym troje dzieci.